# Pedro de Arca
Pedro de Arca, OSA (1545 - 16 de outubro de 1645) foi o segundo bispo da Diocese Católica Romana de Cebu.

## Biografia
Pedro de Arca nasceu em Espanha e foi ordenado sacerdote na Ordem de Santo Agostinho. A 13 de junho de 1604, o Papa Paulo V nomeou-o Bispo de Cebu. Foi consagrado bispo em 1613 por Diego Vázquez de Mercado, bispo da Arquidiocese de Manila. Serviu como Bispo de Cebu até à sua morte a 16 de outubro de 1645.
Enquanto bispo, foi o consagrador principal de Hernando Guerrero, bispo de Nueva Segovia (1628).